# Dentamussium
Dentamussium is een monotypisch geslacht van tweekleppigen uit de  familie van de Pectinidae (mantelschelpen). 

## Soort
- Dentamussium obliteratum (Linnaeus, 1758)